# Iva Cantoreggi
Iva Cantoreggi, née le 14 février 1913 à Paradiso et morte le 19 juin 2005 à Lugano, est une journaliste, militante pour le suffrage féminin et l'égalité entre hommes et femmes. 
Elle dirige l'Agence télégraphique suisse de 1954 à 1979. Elle anime aussi une émission radio pour femmes de 1955 à 1973.
Journaliste reconnue, elle est la première Tessinoise enregistrée comme telle en Suisse, et s'implique activement dans la lutte pour le droit de vote des femmes et leur avancement social. 

### Origines et famille
Iva Cantoreggi naît à Paradiso, dans le canton du Tessin, le 14 février 1913. Elle est l'aînée des deux enfants d'Alessandro Cantoreggi, propriétaire d'un atelier de couture à Paradiso, et de Romilda née Lucchina, tous deux Italiens.

### Études
Après avoir fréquenté le collège de jeunes filles de Lugano-Besso, Iva Cantoreggi obtient en 1930 le diplôme de la section commerciale de l'école professionnelle de jeunes filles de la ville de Lugano, dirigée par Ines Bolla.

### Parcours professionnel
Nouvellement diplômée, Iva Cantoreggi est engagée en 1930 comme secrétaire et sténographe à la Gazzetta Ticinese, quotidien alors dirigé par Fulvio Bolla. 
Elle se fait rapidement un nom en tant que rédactrice et, en 1938, est admise à l'Association des journalistes tessinois, devenant ainsi la première femme de son canton à être inscrite au registre professionnel des journalistes suisses. En 1949, elle quitte le journal en raison de désaccords au sujet du suffrage féminin,. 
De 1954 à 1979, elle est responsable du bureau de Lugano de la rédaction de langue italienne de l'Agence télégraphique suisse. De 1955 à 1973, elle est aussi responsable, aux côtés d'Alma Bacciarini et d'Elsa Franconi-Poretti, de l'émission hebdomadaire Per la donna ou L’Ora della donna, diffusée par la radio Monteceneri, qu'elles transforment en un forum de débat radiophonique sur le rôle de la femme et l'égalité des sexes.  
Elle écrit par ailleurs pour la page féminine de plusieurs périodiques, signant de ses initiales « I.C. » ou du pseudonyme « zia Carlotta ».   

### Fonctions syndicales ou associatives
Iva Cantoreggi occupe le poste de vice-présidente, de 1957 à 1973, puis de présidente jusqu'en 1976, de la Federazione Ticinese delle Società Femminili, qui est le centre de coordination des associations féminines en Suisse. Elle est en outre une membre active du comité tessinois organisateur de la deuxième Exposition nationale suisse sur le travail des femmes (Saffa, 1958).
En 1957, Iva Cantoreggi, au cœur de la toute nouvelle Fédération tessinoise des sociétés féminines, propose la construction de logements abordables pour les seniors. Entre 1959 et 1968, elle est vice-présidente de la société coopérative « Casa per persone anziane » à Lugano, initiative qui prend forme en 1972 à Lugano-Loreto et évolue par la suite en Residenza Emmy.
Elle est également impliquée comme membre et conférencière au Lyceum Club International de Lugano, et elle se distingue par son engagement dans des initiatives culturelles, de bienfaisance ainsi que dans la défense des droits des consommateurs et consommatrices. 
Elle encourage par ailleurs la formation des jeunes femmes, notamment en proposant la création d'une école d'assistantes sociales. 
Elle est membre du comité de l'Alliance de sociétés féminines suisses (ASF), de la commission nationale suisse pour l'UNESCO, et de l'Association internationale des journalistes de la presse féminine et familiale.

### Parcours politique

#### Figure de la lutte pour le suffrage féminin tessinoise
En 1969, Iva Cantoreggi devient une figure de proue de la lutte pour le suffrage féminin au Tessin, et continue son engagement jusqu'à l'obtention du droit de vote des femmes en Suisse en 1971. 

#### Mandats politiques
Membre du Parti libéral-radical tessinois (Parti radical-démocratique) et membre de sa direction en 1970, elle occupe un siège au Conseil communal (législatif) de Lugano de 1972 à 1976. 
Elle se présente, sans succès, au Grand Conseil tessinois et au Conseil national en 1975.

### Vie privée
Elle reste célibataire toute sa vie et n'a pas d'enfants.

### Mort
Elle meurt à Lugano à 92 ans, le 19 juin 2005.

## Publication
- (it) Lotti Ruckstuhl, Il suffragio femminile in Svizzera, G. Casagrande, 1991, 240 p. (ISBN 9788877950611), chapitre sur le Tessin, en collaboration avec Alma Bacciarini et Emma Degoli. Traduction en français du livre.

### Fonds d'archives
- Associazione archivi riuniti delle donne Ticino, Massagno, Iva Cantoreggi.